# Кисёвци
Кисёвци (болг. Кисьовци) — село в Болгарии. Находится в Великотырновской области, входит в общину Велико-Тырново. Население составляет 7 человек.

## Политическая ситуация
В местном кметстве Вонешта-Вода, в состав которого входит Кисёвци, должность кмета (старосты) исполняет Валентин  Великов Штирков (Земледельческий народный союз (ЗНС)) по результатам выборов правления кметства.
Кмет (мэр) общины Велико-Тырново — Румен Рашев (независимый) по результатам выборов в правление общины.